# دوين (غهرة)
دوین (بالفارسية: دوین) هي قرية تقع في إيران في قسم غهرة الريفي.